# Jiangjiazui (köpinghuvudort i Kina, Hunan Sheng, lat 28,82, long 112,22)
Jiangjiazui (kinesiska: 蒋家嘴, 蒋家嘴镇) är en köpinghuvudort i Kina. Den ligger i provinsen Hunan, i den södra delen av landet, omkring 100 kilometer nordväst om provinshuvudstaden Changsha. Antalet invånare är 48 538. Befolkningen består av 24 314 kvinnor och 24 224 män. Barn under 15 år utgör 15,0 %, vuxna 15-64 år 76 %, och äldre över 65 år 8,0 %.
Runt Jiangjiazui är det tätbefolkat, med 683 invånare per kvadratkilometer. Närmaste större samhälle är Qionghu, 15,0 km öster om Jiangjiazui. Trakten runt Jiangjiazui består till största delen av jordbruksmark.
Genomsnittlig årsnederbörd är 1 680 millimeter. Den regnigaste månaden är maj, med i genomsnitt 312 mm nederbörd, och den torraste är december, med 46 mm nederbörd.